# Grenville M. Dodge

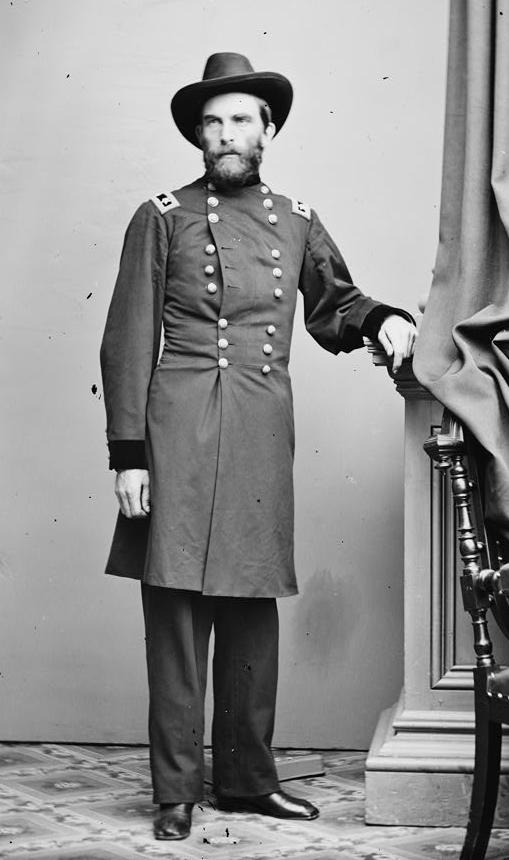
Grenville M. Dodge i nordstatsuniform, början av 1860-talet.

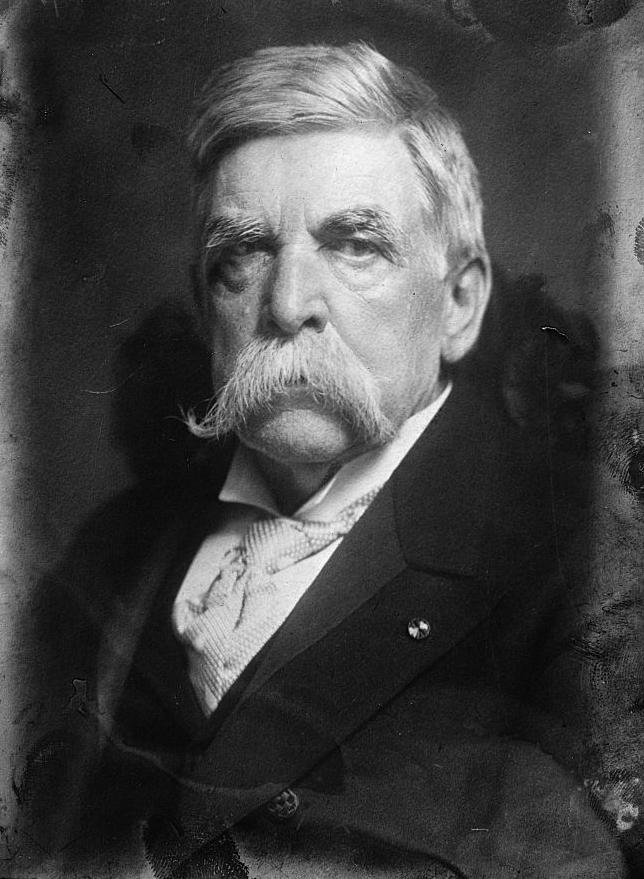
Grenville M. Dodge 1911.

Grenville Mellen Dodge, född 12 april 1831 i Putnamville nära Danvers, Massachusetts, död 3 januari 1916 i Council Bluffs, Iowa, var en amerikansk officer, kongressledamot, affärsman och järnvägsingenjör. Han tjänstgjorde som chef för nordstatsarméns underrättelseverksamhet på västra fronten under amerikanska inbördeskriget och förde befäl över 16:e armékåren under Atlantakampanjen. Som järnvägsbyggare var han chefsingenjör för Union Pacifics del av bygget av den transamerikanska järnvägen.

## Biografi
Dodge lärde i tidiga tonåren känna Frederick W. Lander, en framstående utforskare och lantmätare under den tidiga kolonisationen av den amerikanska västern. Dodge assisterade Lander vid ett järnvägsbygge och övertalades av Lander att utbilda sig till civilingenjör vid Norwich University i Vermont. Efter att ha tagit examen 1851 slog han sig ner i Council Bluffs, Iowa och arbetade för flera olika järnvägar, bland andra Union Pacific. Han var även delägare i en lokal bank och valdes till Council Bluffs stadsfullmäktige. Han gifte sig med Ruth Anne Browne 1854.
När amerikanska inbördeskriget bröt ut 1861 tog han värvning i nordstatsarmén, och säkrade på Iowas guvernörs uppdrag en större leverans av gevär från Washington till Iowas frivilligtrupper. Han blev överste för Iowas 4:e frivilliga infanteriregemente senare samma år, och sårades genom ett vådaskott nära Rolla, Missouri. Han förde befäl över 4:e divisionens 1:a brigad i sydvästarmén vid slaget vid Pea Ridge, där han återigen sårades. Dodge kom under kriget att bygga upp ett mycket omfattande spionnätverk, finansierat genom konfiskerad sydstatsbomull, med över 100 agenter utspridda över sydstaterna. Detta nätverk, samt Dodges omfattande sekretessåtgärder, gav nordstaterna ett informationsövertag på den västra fronten och blev senare en viktig del i uppbyggnaden av nordstaternas militära underrättelsetjänst, Bureau of Military Information, under kriget.
1863 kallades Dodge av president Abraham Lincoln till Washington för att fungera som rådgivare vid valet av utgångspunkt för Union Pacifics del av transamerikanska järnvägen, som då var under planering. Valet föll på att korsa Missourifloden mellan Council Bluffs och Omaha, Nebraska genom en exekutivorder från Lincoln 1864.
1864 befordrades Dodge till generalmajor och förde befäl över 16:e armékåren under Atlantakampanjen. Han sårades med ett skott i huvudet från en sydstatsprickskytt under belägringen av Atlanta, men överlevde. I krigets slutfas förde han befäl över Missouridepartementet.
Efter amerikanska inbördeskriget förde han befälet över Missouridivisionen under indiankrigen och beordrade Powder River-expeditionen 1865, som eskalerade till en större konflikt mot ursprungsbefolkningen i Montanaterritoriet och Dakotaterritoriet, Red Cloud-kriget. 1865 hittade han en rutt för Union Pacifics planerade transkontinentala järnväg genom Laramie Mountains i nuvarande Wyoming. Han lämnade därför 1866 armén för att istället anställas som chefsingenjör för Union Pacifics järnvägsbygge, med övergripande ansvar för valet av sträckning. Han investerade även i det lukrativa järnvägsbygget och blev därigenom senare inblandad i Crédit Mobilier-skandalen 1872 med anledning av korruptionsanklagelser mot järnvägschefer och toppolitiker.
Dodge valdes till republikansk ledamot av USA:s representanthus för Iowa 1867–1869, och företrädde ofta järnvägens intressen i Washington. Under senare delen av sin karriär var han bosatt i New York och fortsatte att vara aktiv inom järnvägsbyggen under 1880-talet och 1890-talet, då han var styrelseordförande eller chefsingenjör för ett tiotal järnvägsbolag. Som pensionär återvände han till Council Bluffs i Iowa och hans hus där är idag historiskt minnesmärke. Han avled 1916.
Arméposteringen Fort Dodge i Kansas döptes efter honom, liksom staden Dodge City. Den moderna motorvägsbron på Interstate 480 över Missourifloden, Grenville Dodge Memorial Bridge , är uppkallad efter honom. Camp Dodge, Iowas nationalgardes högkvarter i Johnston, Iowa är uppkallat efter honom, samt Dodge Hall vid Norwich University.